# Blue Glacier (glaciär i Antarktis)
Blue Glacier är en glaciär i Antarktis. Den ligger i Östantarktis. Nya Zeeland gör anspråk på området. Blue Glacier ligger 233 meter över havet.
Terrängen runt Blue Glacier är varierad. Trakten är obefolkad. Det finns inga samhällen i närheten. 